# 広島県立尾道工業高等学校
広島県立尾道工業高等学校（ひろしまけんりつ おのみちこうぎょう こうとうがっこう）は、広島県尾道市向島町に以前存在した、県立の工業高等学校。2007年3月をもって、旧広島県立本郷工業高等学校に設置された、広島県立総合技術高等学校と完全統合がなされ、廃校となった。ただし、事務（証明書類の発行等）継承校は広島県立尾道商業高等学校である。

## 沿革

### 開校後
- 1963年4月1日 -- 現在地において広島県尾道工業高等学校として機械科、電気科、化学工学科、設備工業科、電子工業科の5学科を設置し開校
- 1968年10月1日 - 校名を広島県立尾道工業高等学校に改称する
- 1989年4月1日 −− 化学工学科にかわり生物化学科を設置
- 2007年3月31日 -  廃校。広島県立総合技術高等学校へ完全移行。ただし、事務（証明書類の発行等）は広島県立尾道商業高等学校へ移管された[1]。

### 閉校後
- 2009年9月1日 -- 尾道中学校・高等学校が、同市栗原町から同校跡地に移転。[2]

## 学科
- 機械科
- 電気科
- 生物化学科
- 設備工業科
- 電子工業科

## 著名な出身者
- 三遊亭歌扇 - 落語家